# Académie canadienne du cinéma et de la télévision
L’Académie canadienne du cinéma et de la télévision (en anglais : Academy of Canadian Cinema & Television) est une association professionnelle fondée en 1979 destinée à favoriser le développement du cinéma et de la télévision canadienne. Elle a pour mission de reconnaître et promouvoir la créativité des artistes et des artisans de la télévision, du cinéma et des médias numériques auprès du public et de l'industrie d'ici et d'ailleurs
L'Académie est responsable de l'organisation des prix Écrans canadiens.

## Description
Instituée en 1979, elle organise annuellement les remises de deux catégories de prix. Les prix Gémeaux, remis à Montréal depuis 1987, récompensent l’excellence en télévision et en médias numériques de langue française. Les prix Écrans canadiens, remis à Toronto depuis 2013, récompensent l’excellence en télévision et en médias numériques de langue anglaise et en cinéma produit dans les deux langues officielles. Ils sont nés de la fusion des prix Génie et les prix Gemini.
Établie au Québec depuis 1986, la section québécoise de l’Académie regroupe des professionnels de la télévision, du cinéma et des médias numériques de langue française.
L’Académie compte 4 000 membres à travers le pays, dont 1 500 au Québec.
En plus d’offrir un forum de discussion sur les principaux enjeux de l’heure, l’Académie valorise le développement de la relève par le biais du Programme national d’apprentissage et le soutien qu’elle accorde aux programmes de formation de L'Institut national de l'image et du son (INIS).
Différents groupes d'intérêt financent les activités de l'académie, tels que le Gouvernement du Canada (par le biais de différents agences), Fujifilms, CTV, Rogers Communications et Alliance Atlantis.